# Eurytoma petioliventris
Eurytoma petioliventris är en stekelart som beskrevs av Cameron 1884. Eurytoma petioliventris ingår i släktet Eurytoma och familjen kragglanssteklar.
Artens utbredningsområde är Panama. Inga underarter finns listade i Catalogue of Life.